# كارل تيودور فون دالبيرغ
كارل تيودور أنتمون ماريا فون دالبيرغ (بالألمانية: Karl Theodor von Dalberg)‏ ( 8 فبراير 1744م - 10 فبراير 1817م ) كان رئيس أساقفة ماينز والأمير الناخب للإمبراطورية الرومانية وأمير ريغنسبورغ ,زعيم اتحاد الراين ودوق فرانكفورت الأكبر.

## حياته
ولد في فورمس وهو نجل هاينريش فرانز، الإداري في المدينة. واحد من المستشارين لهيئة الأمير الناخب لأساقفة الماينز. كرس نفسه لدراسة القانون الكنسي ، ودخل الكنيسة في العام 1787 . في عام 1802 أصبح رئيس اساقفة ماينز، الناخب ووكيل الجامعة للإمبراطورية الرومانية.

## روابط خارجية
- كارل تيودور فون دالبيرغ على موقع الموسوعة البريطانية (الإنجليزية)